# アプラマイシン
アプラマイシン（Apramycin、又はネブラマイシンII、Nebramycin II) はアミノグリコシド系抗生物質であり、動物の感染症治療に利用される。Streptomyces tenebrarius から単離された。

## 作用機構
アプラマイシンは染色体転移を防いだり真核生物のリボソームへ結合することでタンパク質の生成を阻害し抗菌性を示す。また低濃度では、mRNAの伸長を防ぎミスリーディングを誘発することでタンパク質の生成を阻害する。

## 利用と抗菌作用
アプラマイシンは大腸菌、緑膿菌、気管支敗血症菌、サルモネラ菌など多種のグラム陰性菌、黄色ブドウ球菌やマイコプラズマなど一部のグラム陽性菌への感染症治療に用いられる。飼料に混ぜて経口投与されるが、体内には吸収されにくいため毒性は低く、副作用が表れることはまれ。
分子生物学においては、グラム陰性菌・陽性菌双方に対して広い抗菌スペクトラムを持つことを利用して、カナマイシン耐性遺伝子が選択マーカーとして利用されている。